# كالبانا تشاولا
كالبانا تشاولا (بالإنجليزية: Kalpana Chawla)‏ (و. 1962 – 2003 م) هي مهندسة فضاء جوي، ورائدة فضاء، ومهندسة من الهند، والولايات المتحدة الأمريكية . كالبنا هي أول امرأة من اصول هندية تصل إللى الفضاء. ولدت في كارنال .
توفيت في تكساس،في حادثة تحطم مكوك الفضاء كولومبيا .

## حياتها المبكرة
كالبانا ولدت في السابع عشر من مارس 1962 في كارنال, الهند. لكن عيد ميلادها الحقيقى تم تبديله إلى الأول من يوليو 1962 لتكون قادرة على دخول امتحان التخرج من المدارس.
و هي طفلة كانت كالبانا تحب ان ترسم رسومات للطائرات. و كانت تذهب إللى نوادى الطيران المحلية لتشاهد الطائرات مع والدها. كانت تقول "من الحين للأخر كنت أسأل والدى إن كان في إمكننا ركوب واحدة من هذه الطائرات، و بعدها اخذنا إلى نادى من نوادى الطيران و استطعنا ركوب الطائرة بوشباك و طائرة أخرى شراعيه في هذا النادى"

## ريادة الفضاء
شاركت في المهمات الفضائية:
- إس تي إس-107
- STS-87.

## التعليم
تعلمت في Panjab University، وPEC University of Technology

## جوائز
حصلت على جوائز منها:
- Congressional Space Medal of Honor.